# Рубен Вінагре
Рубен Гонсало да Сілва Нассіменто Вінагре (порт. Rúben Gonçalo da Silva Nascimento Vinagre, нар. 9 квітня 1999, Шарнека-де-Капаріка) — португальський футболіст, лівий захисник польського клубу «Легія».

## Клубна кар'єра
Народився 9 квітня 1999 року в місті Шарнека-де-Капаріка. Розпочав займатись футболом на батьківщині у клубах «Баррейренсі», «Белененсеш» та «Спортінг», а 2015 року потрапив в академію «Монако». Після одного сезону в молодіжній команді «монегасків» Вінагре підписав з клубом свій перший професіональний контракт в червні 2016 року.
У серпні 2016 року для отримання ігрової практики Вінагре було віддано в оренду в клуб другого португальського дивізіону «Академіка де Коїмбра», але ФІФА відмовився санкціонувати угоду, оскільки гравцю ще не виповнилось 18 років, через що він так і не зіграв жодної гри за клуб і в січні 2017 року повернувся в «Монако».
У червні 2017 року Вінагре підписав новий контракт з «Монако» до літа 2022 року, незабаром після чого був відданий в оренду в англійський «Вулвергемптон Вондерерз». Саме у цій команді 8 серпня 2017 року Рубен дебютував на дорослому рівні в матчі Кубка ліги проти «Йовіл Тауна» і загалом за сезон 2017/18 зіграв за клуб 13 ігор в усіх турнірах, забивши 1 гол, допомігши своїй команді вийти до Прем'єр-ліги. Після цього англійський клуб викупив контракт гравця, підписавши з ним п'ятирічний контракт.
Влітку 2020 був орендований на сезон грецьким «Олімпіакосом». Однак 4 січня 2021 року, не зумівши справити враження на Педру Мартінша, Вінагре був відкликаний з «Олімпіакоса» і орендований до кінця сезону «Фамаліканом».
9 липня 2021 знову на правах оренди став гравцем лісабонського «Спортінга».
Влітку 2024 року Рубен Вінагре на правах річної оренди приєднався до варшавської «Легії». По завершенню сезону футболіст підписав з клубом контракт на постійній основі, який став найдорожчим в історії польського футболу.

## Виступи за збірні
2015 року дебютував у складі юнацької збірної Португалії, взяв участь у 42 іграх на юнацькому рівні. У складі команди до 17 років брав участь у юнацькому чемпіонаті Європи 2016 року, де зіграв у п'яти матчах, ставши переможцем турніру. З командою до 19 років став переможцем юнацького чемпіонату Європи 2018 року.
2019 року з командою до 20 років поїхав на молодіжний чемпіонат світу.

## Статистика виступів

### Статистика клубних виступів
| Сезон                     | Команда                   | Чемпіонат                 | Чемпіонат | Чемпіонат | Національний кубок | Національний кубок | Національний кубок | Континентальні кубки | Континентальні кубки | Континентальні кубки | Інші змагання | Інші змагання | Інші змагання | Усього | Усього | Усього |
| Сезон                     | Команда                   | Ліга                      | Ігор      | Голів     | Ліга               | Ігор               | Голів              | Ліга                 | Ігор                 | Голів                | Ліга          | Ігор          | Голів         | Ігор   | Голів  |        |
| ------------------------- | ------------------------- | ------------------------- | --------- | --------- | ------------------ | ------------------ | ------------------ | -------------------- | -------------------- | -------------------- | ------------- | ------------- | ------------- | ------ | ------ | ------ |
| 2017–18                   | «Вулвергемптон»           | Ч (ІІ)                    | 9         | 1         | КА+КЛ              | 1+3                | 0                  | -                    | -                    | -                    | -             | -             | -             | 13     | 1      |        |
| 2018–19                   | «Вулвергемптон»           | ПЛ                        | 3         | 0         | КА+КЛ              | 0+2                | 0                  | -                    | -                    | -                    | -             | -             | -             | 5      | 0      |        |
| Усього за «Вулвергемптон» | Усього за «Вулвергемптон» | Усього за «Вулвергемптон» | 12        | 1         |                    | 6                  | 0                  |                      | -                    | -                    |               | -             | -             | 18     | 1      |        |
| Усього за кар'єру         | Усього за кар'єру         | Усього за кар'єру         | 12        | 1         |                    | 6                  | 0                  |                      | -                    | -                    |               | -             | -             | 18     | 1      |        |

## Досягнення
Вулвергемптон Вондерерз
- Переможець Чемпіоншип: 2017/18

Олімпіакос
 Чемпіон Греції: 2020/21
Спортінг
 Переможець Кубка ліги: 2021/22
 Переможець Суперкубка Португалії: 2021
Легія (Варшава)
 Переможець Кубка Польщі: 2024/25
 Переможець Суперкубка Польщі: 2025
Португалія
- Юнацький чемпіон Європи (до 17 років): 2016[18]
- Юнацький чемпіон Європи (до 19 років): 2018[19]
- Володар Суперкубка Португалії: 2021
- Володар Кубка португальської ліги:  2021-22